# Henry Haase
Henry Haase (* 25. Juni 1993 in Berlin) ist ein deutscher Eishockeyspieler, der seit August 2025 erneut bei FASS Berlin aus der viertklassigen Regionalliga Ost unter Vertrag steht und dort auf der Position des Verteidigers spielt. Zuvor war Haase unter anderem für die Eisbären Berlin, mit denen er im Jahr 2013 die Deutsche Meisterschaft gewann, Düsseldorfer EG und Augsburger Panther in der Deutschen Eishockey Liga (DEL) aktiv.

## Karriere

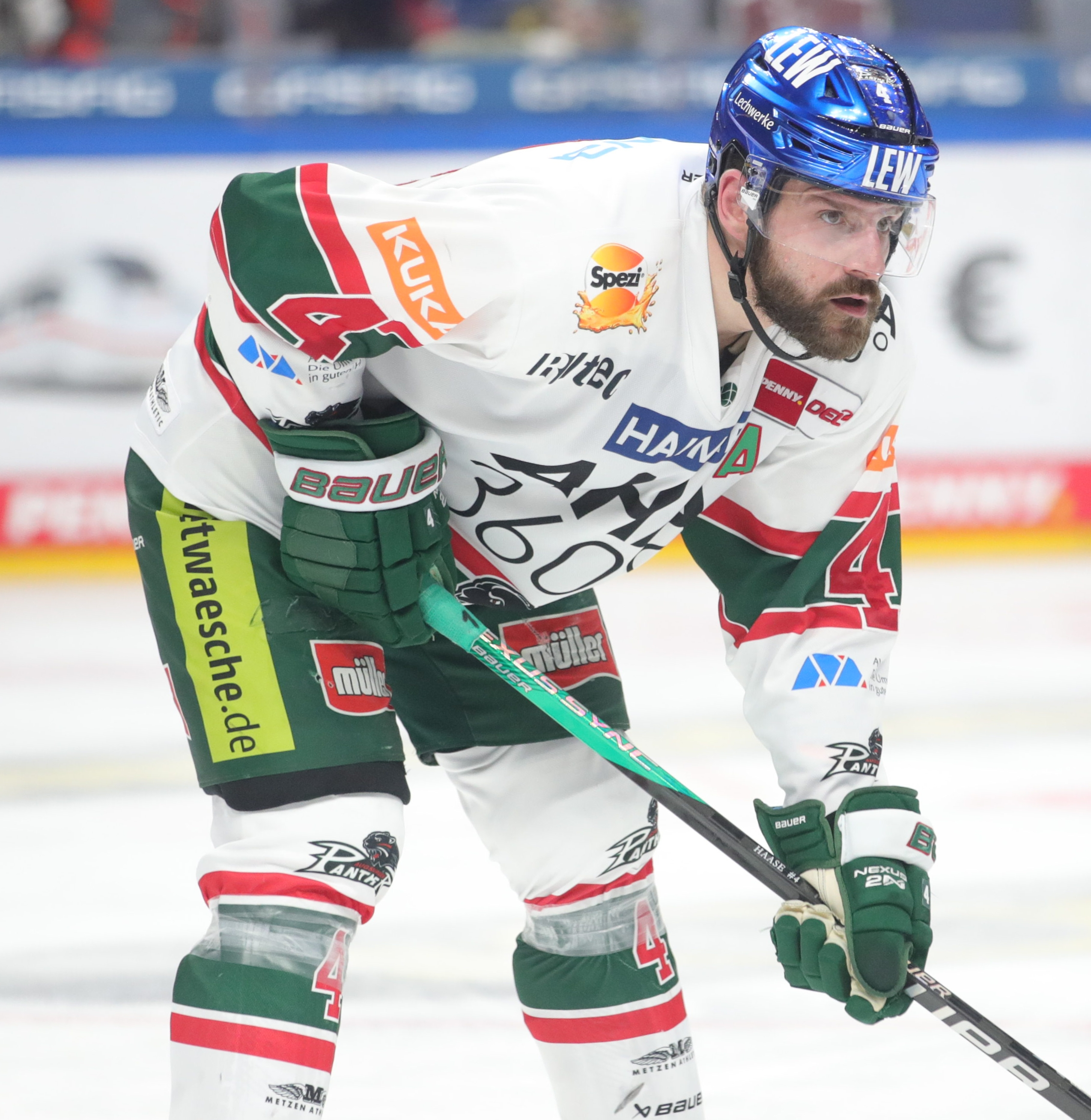
Haase im Trikot der Augsburger Panther (2023)

Haase begann seine Karriere als Eishockeyspieler in seiner Heimatstadt bei den Eisbären Juniors Berlin, für die er von 2008 bis 2012 regelmäßig in der Deutschen Nachwuchsliga (DNL) aktiv war. In der Saison 2009/10 kam der Verteidiger als Leihspieler zu seinen ersten Einsätzen im Seniorenbereich für den FASS Berlin in der viertklassigen Regionalliga. Ab der Saison 2010/11 lief er für den FASS in der drittklassigen Oberliga auf.
In der Saison 2011/12 gab der Junioren-Nationalspieler sein Debüt im professionellen Eishockey für die Eisbären Berlin aus der Deutschen Eishockey Liga (DEL). In seinem Rookiejahr in der DEL blieb er in zehn Spielen punktlos. In der Saison 2012/13 kam er erneut für die Eisbären Berlin in der DEL, den FASS als Leihspieler in der Oberliga sowie die Eisbären Juniors Berlin in der DNL zum Einsatz. Auf dem Weg zum Meistertitel mit den Eisbären lief er in 22 DEL-Spielen – darunter sechs in den Playoffs – auf. Aufgrund von Verletzungen einiger Stammspieler wurde Haase in der Saison 2013/14 regelmäßig auf der Verteidigerposition beim DEL-Team eingesetzt und konnte im dritten Pre-Play-off-Spiel gegen den ERC Ingolstadt sein erstes DEL-Tor erzielen. In den beiden folgenden Spielzeiten setzte er sich als Stammspieler auf der Verteidigerposition bei den Eisbären durch, wobei er insbesondere durch seine physische Einsatzbereitschaft auffiel.
Etwas überraschend in Bezug auf vorherige Aussagen verließ Haase die Eisbären nach der Saison 2015/16 und wurde von der Düsseldorfer EG für zwei Spielzeiten verpflichtet. Dort trifft er mit Torhüter Mathias Niederberger  auf einen ehemaligen Berliner Mannschaftskollegen. Nach diesen beiden Spielzeiten wurde sein Vertrag bei der DEG nicht verlängert und Haase wechselte ligaintern zu den Augsburger Panthern, wo er zunächst einen Einjahresvertrag unterschrieb, der später mehrfach verlängert wurde. Nach insgesamt fünf Spielzeiten verließ er den Klub nach dem Ende der Spielzeit 2022/23.
Haase kehrte im Juli 2023 schließlich in seine Geburtsstadt Berlin zurück, wo der 30-Jährige einen Vertrag bei FASS Berlin aus der viertklassigen Regionalliga Ost unterzeichnete. Dort hatte der Verteidiger bereits zwischen 2009 und 2013 als Leihspieler auf dem Eis gestanden. Im Jahr 2024 unterbrach er seine Karriere aus beruflichen Gründen und schloss sich im Dezember für den Rest der Saison dem Regionalligateam der Eisbären Juniors Berlin an. Zur Saison 2025/26 wechselte er innerstädtisch zurück zu FASS Berlin.

### International
Mit den Juniorennationalmannschaften des Deutschen Eishockey-Bundes nahm Haase an der U18-Junioren-Weltmeisterschaft 2011 in Deutschland sowie an den U20-Junioren-Weltmeisterschaften der Division IA 2012 und der Top-Division 2013 teil, mit der er den Aufstieg und ein Jahr später den Klassenerhalt in der höchsten Spielklasse erreichte.
Im April 2014 wurde Haase vom damaligen Bundestrainer Pat Cortina zur WM-Vorbereitung ins Team der deutschen A-Nationalmannschaft berufen.

## Erfolge und Auszeichnungen
- 2012 Aufstieg in die Top-Division bei der U20-Junioren-Weltmeisterschaft der Division IA
- 2013 Deutscher Meister mit den Eisbären Berlin

## Karrierestatistik

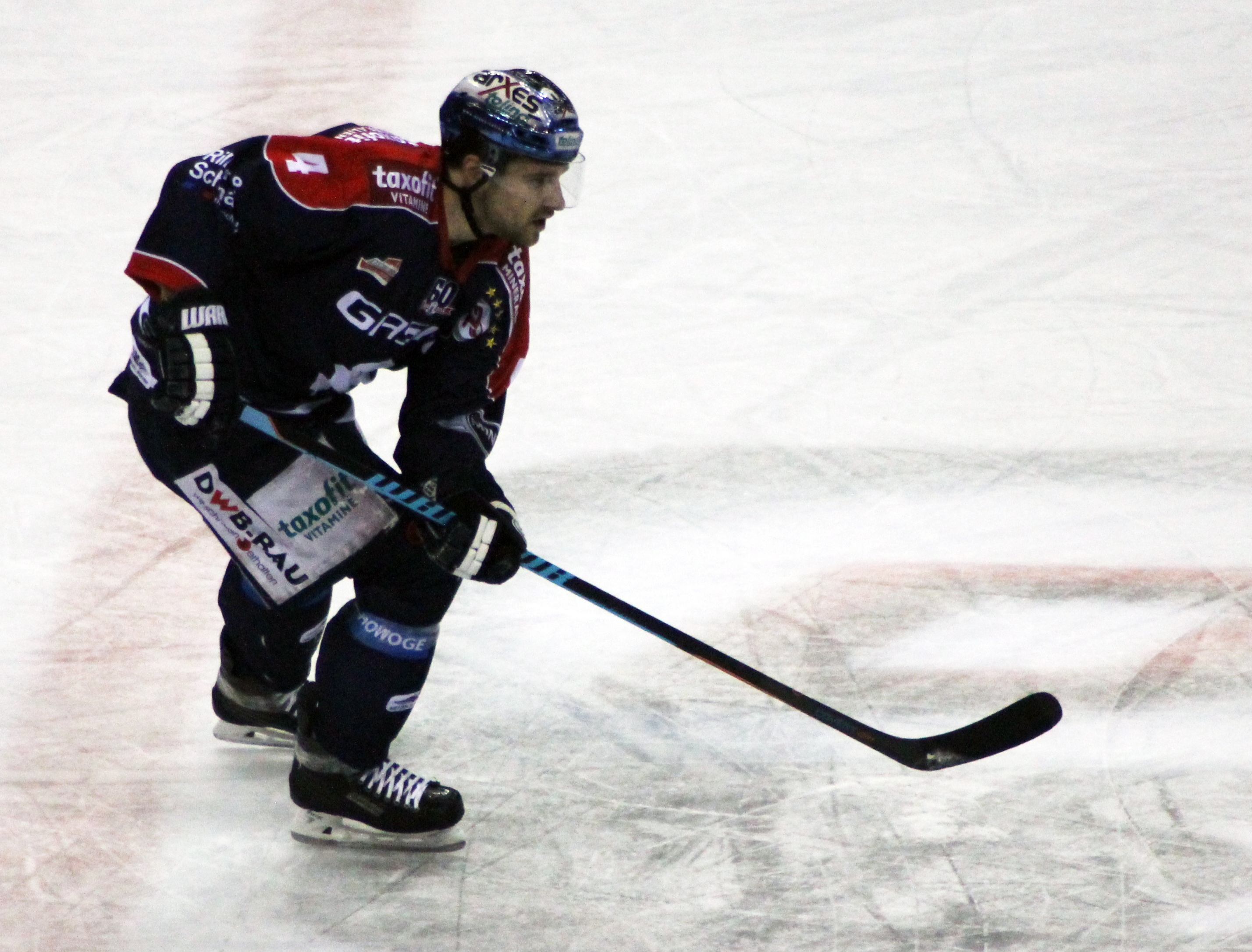
Haase als Spieler der Eisbären Berlin (2015)

Stand: Ende der Saison 2024/25

### International
Vertrat Deutschland bei:
- U18-Junioren-Weltmeisterschaft 2011
- U20-Junioren-Weltmeisterschaft der Division IA 2012
- U20-Junioren-Weltmeisterschaft 2013

(Legende zur Spielerstatistik: Sp oder GP = absolvierte Spiele; T oder G = erzielte Tore; V oder A = erzielte Assists; Pkt oder Pts = erzielte Scorerpunkte; SM oder PIM = erhaltene Strafminuten; +/− = Plus/Minus-Bilanz; PP = erzielte Überzahltore; SH = erzielte Unterzahltore; GW = erzielte Siegtore; 1 Play-downs/Relegation; Kursiv: Statistik nicht vollständig)

## Sonstiges
Haases Lebensgefährtin ist die ehemalige Eiskunstläuferin Sarah Hecken.